# 少花荸荠
少花荸荠（学名：Heleocharis pauciflora）为莎草科荸荠属的植物。分布于欧洲、亚洲、美洲以及中国大陆的新疆等地，生长于海拔3,800米至4,700米的地区，目前尚未由人工引种栽培。

## 异名
- Eleocharis pauciflora (Lightf.) Link